# Carpe (Toirano)
Carpe è una frazione di 98 abitanti del comune di Toirano in provincia di Savona. Fino al 1869 fu comune autonomo.

## Storia
Il primo nucleo del paese sorse probabilmente nel periodo medievale a ridosso della chiesa parrocchiale di San Bernardo. Storicamente fu feudo alle dipendenze del marchesato dei Del Carretto del ramo di Balestrino e poi come feudo imperiale del Sacro Romano Impero. Legato amministrativamente a Balestrino, il territorio frazionario di Carpe confluì dal 1735 nel Regno di Sardegna sotto la provincia di Oneglia.
Nel 1801 fu unito alla Repubblica Ligure come centro principale del VI cantone della Maremola nella Giurisdizione di Colombo (1803). Annesso al Primo Impero francese, il territorio di Carpe dal 13 giugno 1805 al 1814 fu inserito nel Dipartimento di Montenotte.
Nel 1815 fu inglobato nel Regno di Sardegna, così come stabilì il Congresso di Vienna del 1814, e successivamente nel Regno d'Italia dal 1861. Dal 1859 al 1869 il territorio fu compreso nel VII mandamento di Loano del circondario di Albenga facente parte della provincia di Genova.
In tale anno il comune di Carpe venne soppresso e unito al comune di Balestrino come frazione. Nel 1905 passò definitivamente alle dipendenze amministrative del comune di Toirano.

## Monumenti e luoghi d'interesse

### Architetture religiose
- Chiesa parrocchiale di San Bernardo. Un edificio di culto nel territorio frazionario è menzionata a partire dal XV secolo e dipendente della parrocchiale di Balestrino; solamente nel 1605 la chiesa di Carpe fu creata parrocchia indipendente. L'interno ad unica navata conserva nell'altare maggiore intarsi e gli stemmi nobiliari dei marchesi Del Carretto.